# Карл Лендрі
Карл Крістофер Лендрі (англ. Carl Christopher Landry, нар. 19 вересня 1983, Мілвокі, Вісконсин, США) — американський професіональний баскетболіст, важкий форвард.

## Ігрова кар'єра
На університетському рівні грав за команду Вінсен (2002–2004) та Пердью (2004–2007).
2007 року був обраний у другому раунді драфту НБА під загальним 31-м номером командою «Сіетл Суперсонікс». Проте професіональну кар'єру розпочав 2007 року виступами за «Х'юстон Рокетс», куди був одразу обміняний. Захищав кольори команди з Х'юстона протягом наступних 3 сезонів. 7 травня 2009 року встановив особистий рекорд результативності в плей-оф, набравши 21 очко в матчі проти «Лос-Анджелес Лейкерс». 6 січня 2010 року провів найрезультативніший матч у кар'єрі, набравши 31 очко у грі з «Фінікс Санз».
У лютому 2010 року перейшов до складу «Сакраменто Кінґс» в рамках угоди, яка відправила Трейсі Макгрейді до Нью-Йорка та Кевіна Мартіна до «Х'юстона».
23 лютого 2011 року перейшов до «Нью-Орлінс Горнетс» в обмін на Маркуса Торнтона.
Наступною командою в кар'єрі гравця була «Голден-Стейт Ворріорс», до якої приєднався влітку 2012 року та за яку він відіграв один сезон.
З 2013 по 2015 рік грав у складі «Сакраменто Кінґс».
2015 року перейшов до «Філадельфія Севенті-Сіксерс», у складі якої провів наступний сезон своєї кар'єри.
2017 року став гравцем «Цзілінь Нортіст Тайгерс» з Китаю.
2019 року підписав контракт з японською командою «Хірошіма Дрегонфлайз».

## Статистика виступів в НБА

### Регулярний сезон
| Сезон             | Команда                       | GP  | GS | MPG  | FG%  | 3P%  | FT%  | RPG | APG | SPG | BPG | PPG  |
| ----------------- | ----------------------------- | --- | -- | ---- | ---- | ---- | ---- | --- | --- | --- | --- | ---- |
| 2007–08           | «Х'юстон Рокетс»              | 42  | 0  | 16.9 | .616 | .000 | .661 | 4.9 | .5  | .4  | .2  | 8.1  |
| 2008–09           | «Х'юстон Рокетс»              | 69  | 0  | 21.3 | .574 | .333 | .813 | 5.0 | .6  | .4  | .4  | 9.2  |
| 2009–10           | «Х'юстон Рокетс»              | 52  | 1  | 27.2 | .547 | .000 | .839 | 5.5 | .8  | .5  | .9  | 16.1 |
| 2009–10           | «Сакраменто Кінґс»            | 28  | 28 | 37.6 | .520 | .333 | .741 | 6.5 | .9  | 1.0 | .6  | 18.0 |
| 2010–11           | «Сакраменто Кінґс»            | 53  | 16 | 26.5 | .492 | .000 | .721 | 4.8 | .9  | .6  | .4  | 11.9 |
| 2010–11           | «Нью-Орлінс Горнетс»          | 23  | 10 | 26.2 | .527 | .000 | .795 | 4.1 | .6  | .4  | .5  | 11.8 |
| 2011–12           | «Нью-Орлінс Горнетс»          | 41  | 8  | 24.4 | .503 | .000 | .799 | 5.2 | .9  | .3  | .3  | 12.5 |
| 2012–13           | «Голден-Стейт Ворріорс»       | 81  | 2  | 23.2 | .540 | .333 | .817 | 6.0 | .8  | .4  | .4  | 10.8 |
| 2013–14           | «Сакраменто Кінґс»            | 18  | 1  | 12.9 | .517 | .000 | .824 | 3.2 | .3  | .2  | .1  | 4.2  |
| 2014–15           | «Сакраменто Кінґс»            | 70  | 15 | 17.0 | .515 | .000 | .820 | 3.8 | .4  | .2  | .2  | 7.2  |
| 2015–16           | «Філадельфія Севенті-Сіксерс» | 36  | 12 | 15.8 | .556 | .462 | .736 | 4.1 | .9  | .3  | .3  | 9.8  |
| Усього за кар'єру | Усього за кар'єру             | 513 | 93 | 22.5 | .535 | .300 | .785 | 4.9 | .7  | .4  | .4  | 10.8 |

### Плей-оф
| Сезон             | Команда                 | GP | GS | MPG  | FG%  | 3P%  | FT%  | RPG | APG | SPG | BPG | PPG  |
| ----------------- | ----------------------- | -- | -- | ---- | ---- | ---- | ---- | --- | --- | --- | --- | ---- |
| 2008              | «Х'юстон Рокетс»        | 6  | 0  | 17.7 | .423 | .000 | .750 | 4.7 | .0  | 1.2 | .5  | 5.7  |
| 2009              | «Х'юстон Рокетс»        | 13 | 0  | 18.5 | .557 | .000 | .576 | 3.9 | .2  | .3  | .4  | 7.5  |
| 2011              | «Нью-Орлінс Горнетс»    | 6  | 6  | 35.5 | .456 | .000 | .917 | 5.0 | 1.0 | .7  | .5  | 15.8 |
| 2013              | «Голден-Стейт Ворріорс» | 12 | 3  | 20.5 | .520 | .000 | .731 | 5.2 | 1.4 | .6  | .2  | 11.8 |
| Усього за кар'єру | Усього за кар'єру       | 37 | 9  | 21.8 | .504 | .000 | .745 | 4.6 | .7  | .6  | .4  | 9.9  |